# Маринованные грецкие орехи

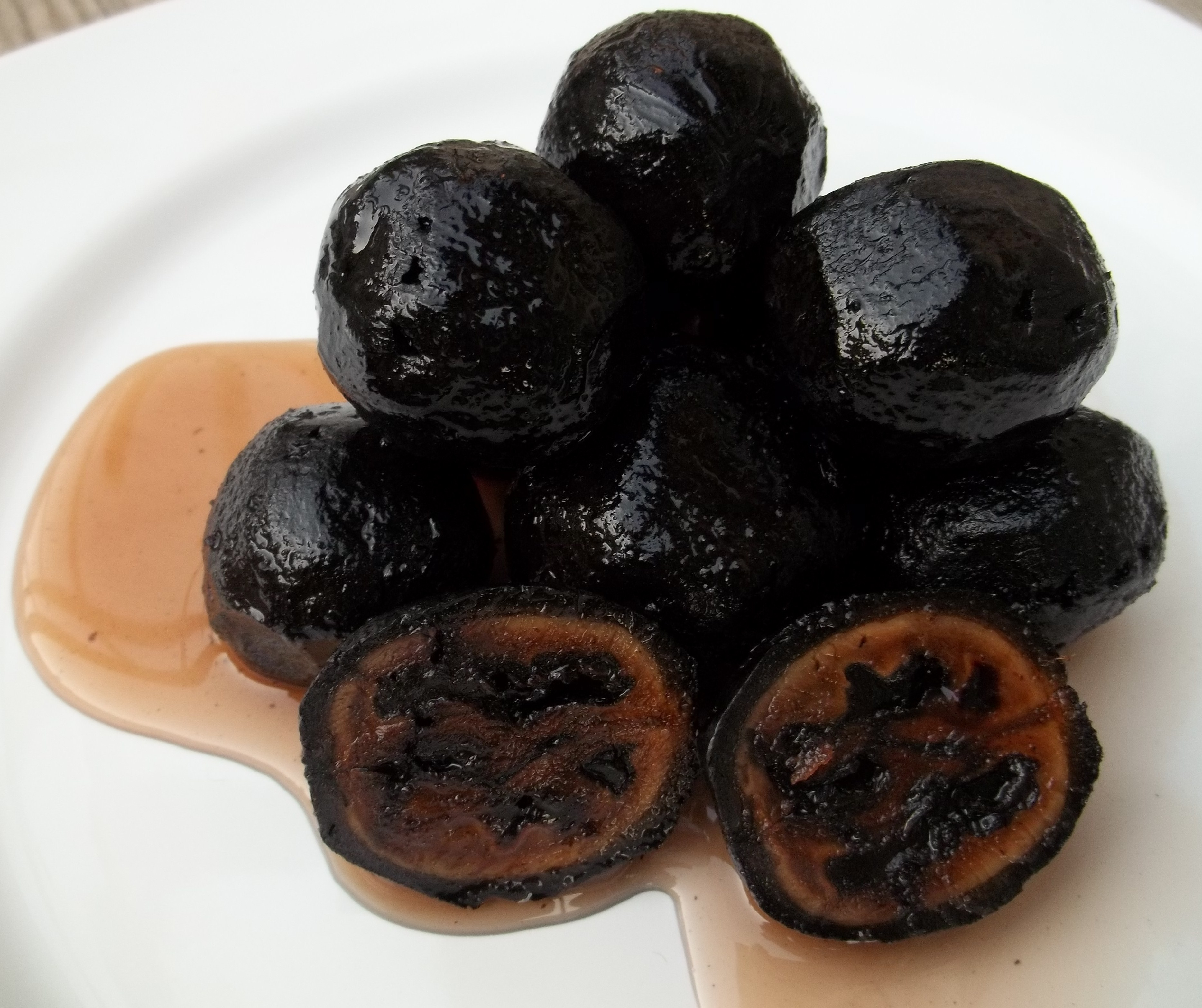
Маринованные грецкие орехи

Маринованные грецкие орехи — традиционный английский маринованный продукт, приготовленный из грецких орехов. Они считаются подходящей закуской к блюдам из мяса, а также к сыру с плесенью.
Процесс приготовления маринованных грецких орехов занимает чуть больше недели. Перед маринованием зеленые грецкие орехи засаливают. Рассол помогает сохранить орехи и удаляет часть горечи из незрелых грецких орехов.

## История
Маринованные грецкие орехи были деликатесом в Англии по крайней мере с начала XVIII века. Они упоминались в ряде литературных произведений.
Ботаник Ричард Брэдли описывает маринованные грецкие орехи в своей книге 1728 года «The Country Housewife and Lady’s Director».

Начало этого месяца — время мариновать грецкие орехи, поскольку грецкие орехи ещё не начали покрываться скорлупой и, кроме того, не такие горькие и пустые, как потом; теперь они будут полноценными, и у вас не будет потерь. Следующий метод я узнал от мистера Фурда, любопытного джентльмена из Бекингема, и он оказался лучшим способом. Действительно, в этом маринаде следует учитывать одну вещь: не всем нравится вкус лука или чеснока; но их можно опустить по своему усмотрению, заменив имбирем.

В книге «Совершенная домохозяйка» (The Compleat Housewife) (Лондон, 1727 г.) даётся рецепт еще одного способа маринования грецких орехов. Сначала их погружают в уксус примерно на два месяца, затем варят в растворе высококачественного уксуса с ароматизаторами: семенами укропа, цельным мускатным орехом, перцем горошком, мускатным орехом и корнем имбиря. Грецкие орехи и кипящий рассол заливают в кувшин до остывания смеси. Затем орехи перекладывают в кастрюлю с большим зубчиком чеснока, посыпав зубчиками, сверху семенами горчицы со специями, прикрывают виноградными листьями, и заливают маринующую жидкость.
В Англии до сих пор часто едят маринованные грецкие орехи, особенно на Рождество, подавая их с английским голубым сыром, таким как Стилтон. Они также используются в рецептах, обычно приготовления блюд из говядины.

## В художественной литературе
Чарльз Диккенс в своей книге «Записки Пиквикского клуба», опубликованной в 1836 году, в главе 49 упоминает маринованные орехи:

Однако он лежал там, и я много раз слышал, как мой дядя говорил, что человек, поднявший его, сказал, что он улыбался так весело, как будто явился за угощением, и что после того, как ему пустили кровь, первым слабым проблеском возвращающегося оживления было то, что он вскочил на кровати, разразился громким смехом, поцеловал молодую женщину, державшую таз, и потребовал баранью отбивную и маринованные грецкие орехи. Он обожал маринованные грецкие орехи, господа. Он сказал, что всегда обнаруживал, что нет лучшей закуски к пиву, если есть их без уксуса.

Маринованные грецкие орехи также упоминаются в книге Ивлина Во «Возвращение в Брайдсхед» (1945). В Книге 1, главе 1 Во пишет:

Вскоре мы поехали дальше и через час проголодались. Мы остановились в гостинице, которая тоже была наполовину фермерской, и ели яйца с беконом, маринованные грецкие орехи и сыр, пили пиво в тёмной гостиной, где в тени тикали старые часы, а у пустой каминной решетки спала кошка.

## Приготовление
Маринованные грецкие орехи изготавливаются из плодов обеих распространенных разновидностей грецкого ореха: Juglans regia, персидского, королевского, английского или обыкновенного грецкого ореха, и Juglans nigra, чёрного или американского грецкого ореха.
Первый этап — собрать грецкие орехи, пока они ещё зеленые и до того, как скорлупа затвердеет. В большинстве британских рецептов говорится, что лучшее время для их сбора — конец июня. Для защиты кожи рекомендуется использовать резиновые перчатки. Затем мягкие грецкие орехи прокалывают вилкой и замачивают в рассоле (соленой воде) не менее десяти дней. Затем грецкие орехи сливают и оставляют сушиться на воздухе. Замачивание грецких орехов в рассоле вызывает химическую реакцию, и под воздействием солнечного света грецкие орехи приобретают цвет от темно-коричневого до чёрного. Затем уже почерневшие грецкие орехи помещают в банки и заливают маринадом. Это может быть как обычный уксус, так и раствор, содержащий специи и сахар. Грецкие орехи в банках закрывают, а затем оставляют в банках на срок от пяти дней до восьми недель, в зависимости от того, какой рецепт соблюдается.